# Atletica leggera ai Giochi della XX Olimpiade - Decathlon
Il decathlon ha fatto parte del programma maschile di atletica leggera ai Giochi della XX Olimpiade. La competizione si è svolta nei giorni 7-8 settembre 1972 allo Stadio olimpico di Monaco.

## Presenze ed assenze dei campioni in carica
| Competizione      | Atleta         | Prestazione | Monaco 1972 |
| ----------------- | -------------- | ----------- | ----------- |
| Olimpiadi 1968    | Bill Toomey    | 8 193 p.    | Ritir. 1969 |
| Commonwealth 1970 | Geoff Smith    | 7 492 p.    | Assente     |
| Panamericani 1971 | Rick Wanamaker | 7 648 p.    | Non qual.   |
| Europei 1971      | Joachim Kirst  | 8 196 p.    | Presente    |

1. ↑  L'americano detiene anche il record del mondo con 8 427 punti, stabilito nel 1969.

Il vincitore dei Trials USA è Jeffrey Bannister con 8 120 punti.

## La gara
Il favorito è il bicampione europeo (1969 e 1971) Joachim Kirst. Il tedesco est prende la testa della gara alla terza prova, ma la perde alla quarta, il salto in alto: nonostante un ottimo 2,10 viene superato dal sovietico Avilov, capace di issarsi fino a 2,12. Nei 400 piani Kirst si rifà sotto dimezzando lo svantaggio, da 38 a 19 punti.
La gara si decide alla prima prova della seconda giornata. Sono in programma i 110 ostacoli. Avilov ferma i cronometri su un buon 14”36. La batteria di Kirst parte in ritardo poiché i giudici gli contestano la lunghezza dei chiodi delle scarpette. Evidentemente innervosito, il tedesco incoccia negli ostacoli e cade. Con una gara in meno non ha speranze di vittorie e si ritira.
Avilov prosegue imperterrito migliorando nove dei suoi record personali, eguagliando il decimo. Vince con il nuovo record del mondo. Il connazionale Litvinenko conquista l'argento con un superbo 1500 finale (4'05”91), superando nella classifica generale il polacco Katus.

## Risultati

### Classifica finale
| Pos.    | Atleta               | Età | Nazione          | Punti | Nota            |
| ------- | -------------------- | --- | ---------------- | ----- | --------------- |
| Oro     | Mykola Avilov        | 24  | Unione Sovietica | 8454  | Record mondiale |
| Argento | Leonid Litvinenko    | 23  | Unione Sovietica | 8035  |                 |
| Bronzo  | Ryszard Katus        | 25  | Polonia          | 7984  |                 |
| 4       | Jefferson Bennett    | 23  | Stati Uniti      | 7974  |                 |
| 5       | Stefan Schreyer      | 25  | Germania Est     | 7950  |                 |
| 6       | Freddy Herbrand      | 28  | Belgio           | 7947  |                 |
| 7       | Steen Smidt-Jensen   | 27  | Danimarca        | 7947  |                 |
| 8       | Tadeusz Janczenko    | 26  | Polonia          | 7861  |                 |
| 9       | Sepp Zeilbauer       | 19  | Austria          | 7741  |                 |
| 10      | Bruce Jenner         | 22  | Stati Uniti      | 7722  |                 |
| 11      | Régis Ghesquière     | 23  | Belgio           | 7677  |                 |
| 12      | Yves Le Roy          | 21  | Francia          | 7675  |                 |
| 13      | Boris Ivanov         | 24  | Unione Sovietica | 7657  |                 |
| 14      | Roger Lespagnard     | 25  | Belgio           | 7519  |                 |
| 15      | Barry King           | 27  | Gran Bretagna    | 7468  |                 |
| 16      | Radu Gavrilaş        | 20  | Romania          | 7417  |                 |
| 17      | Vijay Singh Chauhan  | 23  | India            | 7378  |                 |
| 18      | Jean-Pierre Schoebel | 23  | Francia          | 7273  |                 |
| 19      | Heinz Born           | 24  | Svizzera         | 7217  |                 |
| 20      | József Bakai         | 30  | Ungheria         | 7071  |                 |
| 21      | Jeff Bannister       | 26  | Stati Uniti      | 7022  |                 |
| 22      | Wilfred Mwalawanda   | 27  | Malawi           | 6227  |                 |
| -       | Peter Gabbett        | 30  | Gran Bretagna    | Rit.  |                 |
| -       | Ryszard Skowronek    | 23  | Polonia          | Rit.  |                 |
| -       | Ruedi Mangisch       | 19  | Svizzera         | Rit.  |                 |
| -       | Luis Flores          | 24  | Guatemala        | Rit.  |                 |
| -       | Clifford Brooks      | 28  | Barbados         | Rit.  |                 |
| -       | Gerry Moro           | 29  | Canada           | Rit.  |                 |
| -       | Joachim Kirst        | 25  | Germania Est     | Rit.  |                 |
| -       | Hans-Joachim Walde   | 30  | Germania Ovest   | Rit.  |                 |
| -       | Lennart Hedmark      | 28  | Svezia           | Rit.  |                 |
| -       | Hans-Joachim Perk    | 26  | Germania Ovest   | Rit.  |                 |
| -       | Horst Beyer          | 32  | Germania Ovest   | Rit.  |                 |

### Tutte le prove
| Pos.    | Atleta               | Totale | Prove             | 100m      | Lungo    | Peso      | Alto     | 400m      | 110hs     | Disco     | Asta      | Giavell.  | 1500m      |
| ------- | -------------------- | ------ | ----------------- | --------- | -------- | --------- | -------- | --------- | --------- | --------- | --------- | --------- | ---------- |
| Oro     | Mykola Avilov        | 8454   | Prestazione Punti | 11"00 804 | 7,68 957 | 14,36 750 | 2,12 959 | 48"45 875 | 14"31 926 | 46,98 818 | 4,55 945  | 61,66 781 | 4:22.8 639 |
| Argento | Leonid Litvinenko    | 8035   | Prestazione Punti | 11"13 773 | 6,81 780 | 14,18 739 | 1,89 760 | 48"40 880 | 15"03 845 | 47,84 833 | 4,40 909  | 58,94 748 | 4:05.9 768 |
| Bronzo  | Ryszard Katus        | 7984   | Prestazione Punti | 10"89 831 | 7,09 838 | 14,39 752 | 1,92 788 | 49"11 847 | 14"41 914 | 43,00 744 | 4,50 932  | 59,96 761 | 4:31.9 577 |
| 4       | Jefferson Bennett    | 7974   | Prestazione Punti | 10"73 872 | 7,26 873 | 12,82 653 | 1,86 734 | 46"25 984 | 15"58 789 | 36,58 616 | 4,80 1005 | 57,48 730 | 4:12.2 718 |
| 5       | Stefan Schreyer      | 7950   | Prestazione Punti | 10"82 849 | 7,44 909 | 15,02 790 | 1,92 788 | 49"51 829 | 15"00 848 | 45,08 783 | 4,40 909  | 60,70 770 | 4:48.2 475 |
| 6       | Freddy Herbrand      | 7947   | Prestazione Punti | 11"00 804 | 7,30 881 | 13,91 722 | 2,04 891 | 49"78 814 | 14"87 862 | 47,12 820 | 4,40 909  | 50,42 639 | 4:27.7 605 |
| 7       | Steen Smidt-Jensen   | 7947   | Prestazione Punti | 11"07 787 | 6,95 810 | 13,35 687 | 2,01 865 | 50"13 801 | 14"65 887 | 44,80 778 | 4,80 1005 | 55,24 701 | 4:24.7 626 |
| 8       | Tadeusz Janczenko    | 7861   | Prestazione Punti | 10"64 895 | 7,28 877 | 14,45 756 | 2,04 891 | 49"06 847 | 16"89 670 | 45,26 786 | 4,50 932  | 63,80 807 | 5:01.5 400 |
| 9       | Sepp Zeilbauer       | 7741   | Prestazione Punti | 10"97 812 | 7,16 853 | 13,49 696 | 2,01 865 | 48"77 861 | 15"13 835 | 40,84 702 | 4,30 884  | 64,46 815 | 4:58.2 418 |
| 10      | Bruce Jenner         | 7722   | Prestazione Punti | 11"35 721 | 6,53 721 | 13,56 700 | 1,92 788 | 49"49 829 | 15"59 788 | 42,24 729 | 4,55 945  | 66,02 833 | 4:18.9 668 |
| 11      | Régis Ghesquière     | 7677   | Prestazione Punti | 11"45 699 | 7,21 863 | 14,32 747 | 1,89 760 | 49"13 847 | 15"68 779 | 45,56 792 | 3,80 754  | 60,88 772 | 4:19.4 664 |
| 12      | Yves Le Roy          | 7675   | Prestazione Punti | 10"94 819 | 7,32 885 | 13,90 722 | 1,80 680 | 48"73 866 | 15"34 813 | 44,04 763 | 4,50 932  | 61,66 781 | 4:58.9 414 |
| 13      | Boris Ivanov         | 7657   | Prestazione Punti | 11"24 747 | 6,59 734 | 14,47 757 | 1,92 788 | 50"18 797 | 14"76 874 | 41,58 716 | 4,30 884  | 64,84 819 | 4:37.4 541 |
| 14      | Roger Lespagnard     | 7519   | Prestazione Punti | 11"27 740 | 7,01 822 | 12,92 660 | 2,01 865 | 49"51 829 | 15"84 764 | 37,86 643 | 4,60 957  | 50,60 641 | 4:28.7 598 |
| 15      | Barry King           | 7468   | Prestazione Punti | 11"32 728 | 7,06 832 | 15,29 806 | 1,89 760 | 50"05 801 | 16"61 694 | 46,06 801 | 3,90 780  | 57,74 733 | 4:38.6 533 |
| 16      | Radu Gavrilaş        | 7417   | Prestazione Punti | 11"57 672 | 6,90 800 | 12,65 642 | 2,01 865 | 50"90 766 | 15"13 835 | 40,52 696 | 4,40 909  | 57,16 726 | 4:43.1 506 |
| 17      | Vijay Singh Chauhan  | 7378   | Prestazione Punti | 11"35 721 | 6,92 804 | 14,42 754 | 1,80 680 | 49"89 810 | 15"01 847 | 45,18 785 | 3,70 728  | 56,34 716 | 4:38.6 533 |
| 18      | Jean-Pierre Schoebel | 7273   | Prestazione Punti | 11"11 778 | 6,89 798 | 13,79 715 | 1,60 493 | 49"23 842 | 15"30 817 | 41,14 708 | 4,20 859  | 57,54 731 | 4:38.8 532 |
| 19      | Heinz Born           | 7217   | Prestazione Punti | 11"35 721 | 6,92 804 | 13,06 669 | 1,98 840 | 50"01 805 | 15"39 808 | 39,34 672 | 4,00 807  | 48,72 615 | 4:47.9 476 |
| 20      | József Bakai         | 7071   | Prestazione Punti | 11"08 785 | 7,16 853 | 15,84 838 | 1,89 760 | 50"88 766 | 16"50 703 | 51,46 897 | 4,00 807  | 52,18 662 | DNF        |
| 21      | Jeff Bannister       | 7022   | Prestazione Punti | 11"09 783 | 7,20 861 | 14,21 741 | 1,86 734 | 46"79 958 | DQ 0      | 42,00 724 | 4,00 807  | 56,98 724 | 4:15.8 690 |
| 22      | Wilfred Mwalawanda   | 6227   | Prestazione Punti | 11"95 591 | 5,68 533 | 12,27 617 | 1,65 540 | 52"68 691 | 18"54 543 | 38,82 662 | 3,30 615  | 71,28 894 | 4:37.4 541 |
| -       | Peter Gabbett        | Rit.   | Prestazione Punti | 10"65 893 | 7,19 859 | 13,59 702 | 1,86 734 | 46"10 994 | 15"47 800 | 45,58 792 | 3,60 700  | NM        |            |
| -       | Ryszard Skowronek    | Rit.   | Prestazione Punti | 10"78 859 | 7,42 905 | 14,24 743 | 1,98 840 | 48"08 893 | 15"74 773 | 33,66 555 | DNS       | DNS       |            |
| -       | Ruedi Mangisch       | Rit.   | Prestazione Punti | 10"79 857 | 6,94 808 | 12,27 617 | 1,89 760 | 47"59 918 | 15"71 776 | 36,92 623 | NM        | NM        |            |
| -       | Luis Flores          | Rit.   | Prestazione Punti | 11"59 668 | 6,51 717 | 11,78 584 | 1,75 634 | 50"97 762 | 17"44 625 | 35,64 597 | NM        |           |            |
| -       | Clifford Brooks      | Rit.   | Prestazione Punti | 11"19 759 | 6,81 780 | 11,71 580 | 1,75 634 | 49"75 814 | 16"37 715 | 33,90 560 | DNS       |           |            |
| -       | Gerry Moro           | Rit.   | Prestazione Punti | 11"49 690 | 6,91 802 | 13,99 727 | 1,86 734 | 52"02 720 | 16"28 723 | DNS       |           |           |            |
| -       | Joachim Kirst        | Rit.   | Prestazione Punti | 11"12 775 | 7,59 939 | 16,09 852 | 2,10 942 | 48"90 856 | DNF       |           |           |           |            |
| -       | Hans-Joachim Walde   | Rit.   | Prestazione Punti | 11"11 778 | 7,16 853 | 14,57 763 | 1,92 788 | DNS       |           |           |           |           |            |
| -       | Lennart Hedmark      | Rit.   | Prestazione Punti | 11"53 681 | 6,89 798 | 14,43 754 | DNS      |           |           |           |           |           |            |
| -       | Hans-Joachim Perk    | Rit.   | Prestazione Punti | 11"34 724 | 6,82 782 | 13,34 686 | DNS      |           |           |           |           |           |            |